# 加藤天美
加藤 天美（かとう ひろみ、1977年4月3日 - ）は、日本の元女子プロレスラー。身長166cm、体重65kg、血液型O型。愛知県豊田市出身。

## 経歴・戦歴
1996年
- 1月19日、東京・後楽園ホールにおいて、対ボンバー光戦でデビュー。

2018年
- 2月9日、引退後、里村明衣子のTwitterに登場。[1]

2019年
- 3月26日、里村明衣子のブログに登場。[2]

2022年
- 11月26日、里村明衣子のTwitterに登場。[3]

## 得意技
- アルゼンチン・バックブリーカー